# 제11군단 (러시아)
제11군단(러시아어: 11-й армейский корпус)은 러시아 육군의 전술 부대로, 2016년에 발트 함대의 해안부대의 일부로 창설되었으며 현재 레닌그라드 군사지구에 소속되어 있다.
이 군단은 칼리닌그라드주에 위치하며, 본부는 구세프에 있다.
이 군단은 2016년 4월 1일에 창설되었으며, 칼리닌그라드주에서 작전을 수행한다. 초대 사령관은 유리 야로비츠키였다.
2021년 2월 1일, 과거 제40근위전차사단 소속이었던 제75근위차량화소총연대가 소베츠크 (1946년까지는 틸지트 시)에서 부활한다는 보고가 있었다. 신설 연대는 제11군단의 새로 창설되는 차량화소총사단, 아마도 부활된 제1근위차량화소총사단의 일부가 될 것이라고 보고되었다. 소베츠크는 리투아니아 국경의 네만강 강둑에 위치하며, 러시아 본토와의 국경으로 가는 가장 짧은 육상 경로가 시작되는 곳이다.
2024년에 군단은 새로 형성된 레닌그라드 군사지구로 이전되었다.
이 군단은 포병 여단(BM-27 및 BM-30 중형 로켓 발사기 보유), 미사일 및 차량화소총 여단, 그리고 전차, 차량화소총 및 방공 연대를 포함했다.

## 군사 행동
2022년 2월 24일 이후, 군단은 러시아의 우크라이나 침공에 투입되었다. 2022년 10월 26일, 로이터는 이반 포포프 대령 휘하의 제11군 분견대의 패배와 퇴각, 그리고 우크라이나의 동부 하르키우 역공세 (9월 6일~8일) 이후 발라클리야 기지에 남겨진 수천 건의 문서에 관한 특별 보고서를 발표했다. 문서에 따르면, 군단 내 부대들은 발라클리야 주변에서 막대한 손실을 입었다. 7월 19일 흐라코베 근처에서 벌어진 작전에서 39명이 부상당하고 7명이 사망했으며 17명이 실종되었고, 전차 1대와 장갑차 2대가 손실되었다. 한편, 7월 24일에는 HIMARS 공격으로 해병 12명이 사망했다. 8월 30일까지 군단은 정원의 71% 수준으로 병력이 감소했지만, 더 많은 징집병이 명령되었다. 일부 부대는 상황이 훨씬 더 나빴다. 제2돌격대대는 병력이 49명으로, 정원인 240명에 훨씬 못 미쳤다. 비정규 부대인 제9 BARS 여단은 의도된 병력의 23% 수준이었다.
2022년 10월, 미국의 군사 전문 기자 데이비드 액스는 2022년 하르키우 역공세 기간 동안 제11군단이 파괴되어 병력의 절반과 차량 200대를 잃었으며, "이전 병력의 일부라도 회복하려면 수개월 동안 휴식, 재장비, 징집병 입대가 거의 확실히 필요할 것"이라고 주장했다.
2024년 5월, 제11군단이 2024년 하르키우 공세에 참여하고 있다고 보고되었다.
5월 16일, 우크라이나군은 하르키우 전선에 배치된 제11군단 소속 두 전투 부대, 즉 제138차량화소총여단과 제18차량화소총사단 예하 제7독립차량화소총연대가 2주도 채 안 되는 기간 동안 70%의 손실을 입어 "전투 불능" 상태가 되었다고 주장했다.

## 편성
- 사령부 (구세프) (MUN 54259)[1][10]
- 제18근위차량화소총사단 (구세프 및 소베츠크)[11][12][13]
  - 제79차량화소총연대 (MUN 90151)
  - 제275차량화소총연대
  - 제280차량화소총연대
  - 제11전차연대 (구세프) (MUN 41611)
  - 제22독립근위방공미사일연대 (칼리닌그라드)
  - 제20정찰대대
- 제7근위차량화소총연대(러시아어판) (칼리닌그라드)
- 제9차량화소총연대
- 제27해안미사일여단[14]
- 제152근위로켓여단(러시아어판) (체르냐홉스크) 여단은 제2구축사단의 제3구축(istrebitel'nye) 여단으로 거슬러 올라가며, 연합군 대전차 역할을 했다.[15] 여단의 첫 전투는 쿠르스크 전투였다.[16] 열두 명의 병사가 소비에트 연방영웅으로 선정되었다.[17] 제3구축여단은 1943년 8월 10일에 근위대 지위를 부여받았으며, 원래 번호는 유지되었다. 이 부대는 1942년 6월 12일부터 1943년 8월 10일까지, 그리고 1943년 9월 14일부터 1945년 5월 9일까지 활성군(러시아어판)(전선에서 싸우는 부대)에 소속되었다. 1943년 7월-8월에는 제70군의 일부로 쿠르스크 전투에서 싸웠다. 처음에는 제3구축여단으로 편성되었다가, 제3근위구축여단이 되었고, 최종적으로 1943년에 제3근위대전차포병여단으로 재편되었다.[18] 전쟁 후 여단은 주동독 소련군에 소속되어 부대 사령부에 직접 보고했다. 이 부대는 독일 민주 공화국 메클렌부르크포어포메른주 노이슈트렐리츠의 슈트렐리츠-알트 (또는 알트-슈트렐리츠) (de:Strelitz-Alt / Altstrelitz) 지역에 주둔했다. 1960년대에 여단은 미사일 부대로 재편되었다. 1980년대 후반, 주동독 소련군 해체 과정에서 여단(군부대 96759)은 칼리닌그라드주 체르냐홉스크로 철수했다.[19]
- 제244포병여단 (칼리닌그라드)
- 제46독립정찰대대 (구세프)[20][21]
- 제40독립지휘대대 (구세프)

## 역대 지휘관
- 소장 유리 야로비츠키(러시아어판) (2016년 - 2020년)
- 소장 안드레이 루진스키(러시아어판) (2020년 8월부터)[22]

### 인용된 저서
- Feskov, V.I.; Golikov, V.I.; Kalashnikov, K.A.; Slugin, S.A. (2013). 《Вооруженные силы СССР после Второй Мировой войны: от Красной Армии к Советской》 [제2차 세계 대전 이후 소련군: 붉은 군대에서 소련군으로: 제1부 육군] (러시아어). Tomsk: Scientific and Technical Literature Publishing. ISBN 9785895035306.

틀:Army Corps of Russia